# Schepenese

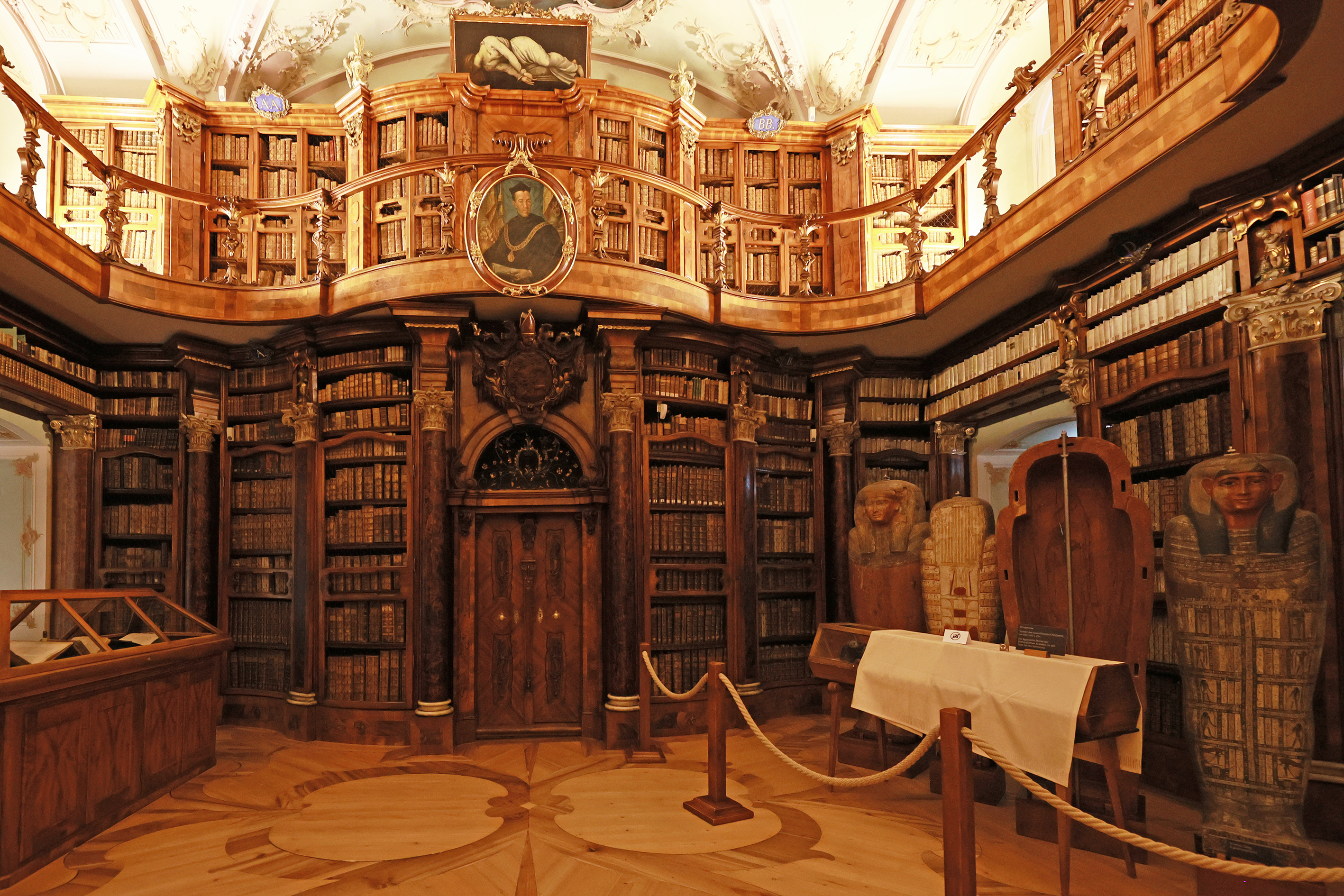
Die Mumie im Barocksaal der Stiftsbibliothek St. Gallen

Schepenese ist der Name einer weiblichen Mumie aus dem Alten Ägypten, die im Besitz der Stiftsbibliothek St. Gallen ist. Dort wird sie zusammen mit ihren zwei Särgen im barocken Büchersaal ausgestellt und gilt als eine der Hauptattraktionen der Bibliothek, die zum UNESCO-Weltkulturerbe zählt.

## Die Person Schepenese
Über die mumifizierte Person ist wenig bekannt. Erst 2010 konnte mit einer Computertomographie (CT) zweifelsfrei bestimmt werden, dass es die Mumie einer Frau ist. Man geht davon aus, dass sie in der Spätzeit ungefähr zwischen 650 und 610 v. Chr. als Tochter des Amunpriesters Pestjenef in Theben gelebt hat. Damals war Psammetich I. Pharao von Ägypten.
Während Röntgen- und Computertomographieuntersuchungen im Jahr 1996 konnte kein Hinweis auf eine ungewöhnliche Todesursache gefunden werden. Die einzigen ersichtlichen Verletzungen waren postmortal durch die Mumifizierung selbst bedingt. Anhand der stark abgeschliffenen Zahnkronen wurde das Alter auf über 30 geschätzt. Dies ist ein häufiger Befund bei altägyptischen Mumien, denn die Nahrung war stark von Sand durchmischt und im Brot befand sich erheblicher Abrieb der Mahlsteine. 2013 wurden CT-Scans der Langknochen erstellt, aufgrund derer eine Körpergrösse von 159 bis 161 cm berechnet werden konnte. Schepenese war somit grösser als die durchschnittliche Frau ihrer Zeit (158 cm), was auf einen überdurchschnittlichen sozialen Status hindeutet.
Der Begräbnisort der Schepenese ist nicht sicher geklärt, denn die Art, wie sie und diverse weitere Särge mit Mumien – unter anderen auch die ihres Vaters – nach Europa kamen, ist undurchsichtig. Zur Zeit der Ägyptomanie Anfang des 19. Jahrhunderts wurden viele Mumien in Ägypten unsachgemäss ausgegraben und von den Grabräubern anschliessend an europäische Kundschaft verkauft.

### Verwandtschaft
Gemäss den Inschriften auf den Särgen war Schepeneses Vater der Amunpriester Pestjenef („Gottesvater des Amun Pestjenef“). Die Amunpriesterschaft war in jener Zeit de facto die Herrscherdynastie in Oberägypten und damit sehr einflussreich. Die Mumie des Pestjenef befindet sich heute im Besitz der Staatlichen Museen zu Berlin (Inventar-Nr. 51–53). Seine Frau und damit Schepeneses Mutter hiess Tabes („Die zum Gott Bes gehörige“). Die Grossmutter von Schepenese hiess auch Schepenese, von ihr hat sie wohl ihren Namen erhalten.

## Särge

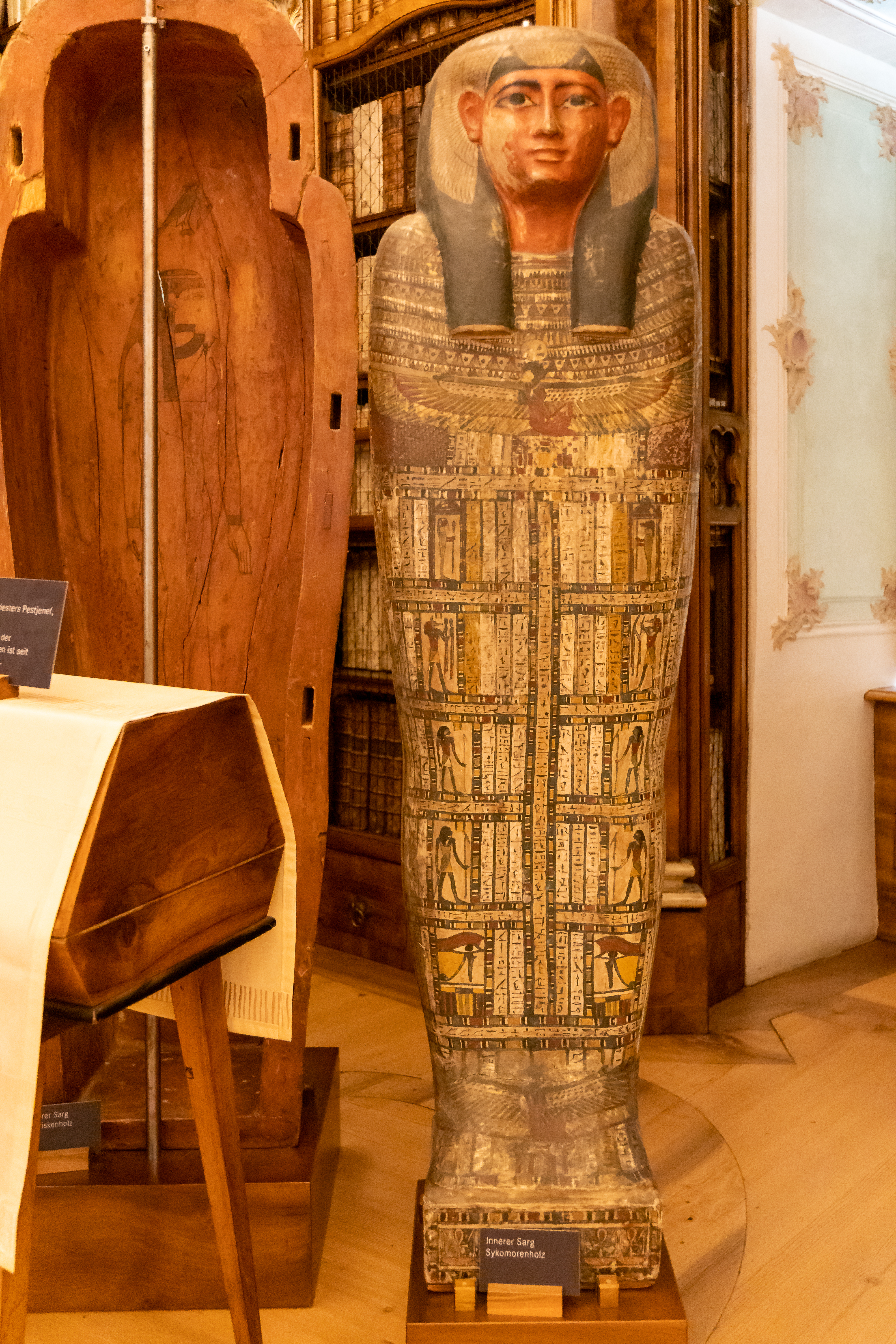
Links: Wanne des Aussensargs, rechts: Deckel des Innensargs

Schepenese lag im Innern von zwei ineinandergelegten Holzsärgen. Der Innensarg aus Sykomorenholz ist innen und aussen überaus reichlich verziert und mit langen Texten in ägyptischer Hieroglyphenschrift versehen. Sie erzählen vom Stammbaum der Toten und rufen diverse Götter an, die ihr auf dem Weg ins Jenseits beistehen sollen. Sprüche aus dem ägyptischen Totenbuch gehören ebenfalls zu den Inschriften, darunter die erste Strophe von Spruch 71. Sie enthält einen entscheidenden Fehler, der sich ebenfalls in der Sargaufschrift eines Wennefer findet, der von Auguste Mariette in Deir el-Bahari gefunden wurde und deshalb wohl vom gleichen Bildhauer stammt oder für dessen Sarg zumindest die gleiche falsche Vorlage verwendet wurde:

„Worte zu sprechen von Osiris

Herrin des Hauses Schepenese, gerechtfertigt,

Tochter des Gottesvaters des Amun Pestjenef,

gerechtfertigt, Herrn der Ehrwürdigkeit: ‚O Falke,

der du aufgehst aus dem Urgewässer,

Herr der Grossen Flut – lass mich unversehrt sein, wie

du dich selber unversehrt sein lässt!‘

‚Befreie mich, löse mich, bring

sie zur Erde und erfülle meinen Wunsch‘.“

1. ↑  Osiris ist der Herrscher über das Reich der Toten, nachdem er durch Mumifizierung auferstanden war. Die Bestatteten verwenden seinen Namen daher als Eigenname für sich selbst
2. ↑  „Herrin des Hauses“ bezeichnete eine verheiratete Frau
3. ↑  Gerichtet an einen Gott beim letzten Gericht
4. ↑  „befreien“, „lösen“ stehen auch für die irdische Geburt. Hier wird also mit der Sprache bereits auf die ersehnte Wiedergeburt hingewiesen.
5. ↑  Antwort des Totenrichters, hier fälschlicherweise in der ersten statt der dritten Person (er spricht fälschlicherweise sich selbst frei)
6. ↑  Richtig wäre: ihren

Der Aussensarg ist etwas schlichter gestaltet und aus Tamariskenholz. Bei einer Untersuchung der Särge mit der Radiokarbonmethode wurde festgestellt, dass er rund 400 Jahre älter ist als der Innensarg, also 1060 v. Chr. ±40 Jahre. Dies deutet darauf hin, dass er wiederverwendet wurde, denn Holz war in Ägypten selten. Nur der Kopf und der Halskragen des Deckels sind bemalt. Im Inneren des Sargbodens findet sich eine Zeichnung der thebanischen Nekropolengöttin.

## Geschichte der Mumie in St. Gallen
Der Doppelsarg und die Mumie gelangten 1820 als erste ägyptische Bestattung in die Schweiz. Sie wurden dem damaligen St. Galler Landammann Karl von Müller-Friedberg von seinem in Alexandria wohnhaften Schulfreund Philipp Roux (1791–1857) geschenkt. Der erste, der sie damals untersuchte, war Professor Peter Scheitlin. Nach ihrem Eintreffen wurden die Antiquitäten im Beisein geladener Gäste enthüllt und die Mumie bis zur Brust ausgewickelt. Scheitlin hielt einen Festvortrag, in dem er Mumien als wertvoll für den Geschichtskundigen, den Arzt, den Naturwissenschaftler, den Sprachforscher und den Archäologen bezeichnete. Jeder Gast durfte ein Stück von der Leinwand mit nach Hause nehmen. Eines der Päckchen mit Stoff gehörte zeitweise der Familie von Bundesrat Ludwig Forrer. Die Kunsthistorikerin Ellen Beer überreichte es 1969 der Stiftsbibliothek.
Müller-Friedberg trat die Mumie und die Särge 1820 als Leihgaben an die Stiftsbibliothek ab. Die Bibliothek des Klosters St. Gallen sammelte seit dem 17. Jahrhundert auch «Seltenheiten aus Natur und Kunst». 1835, im Jahr vor seinem Tod, bot der in Konstanz lebende ehemalige Landammann sie dem Katholischen Konfessionsteil des Kantons St. Gallen zum Kauf an. 1836 beschloss das Katholische Grossratskollegium als Oberaufsicht der Stiftsbibliothek, die Mumie für 440 Gulden zu erwerben. Seither gehört sie offiziell zum Inventar der Stiftsbibliothek. Das erste Stück ägyptischer Herkunft war Schepenese übrigens nicht. Ein ausgestopftes Nilkrokodil gehörte seit 1623 der Stadtbibliothek. Es gilt heute als das erste Objekt der Sammlung des heutigen Naturmuseums St. Gallen und hängt in dessen Eingangshalle.

### Namensdeutung
Als die Ägyptologie noch in den Kinderschuhen steckte, veröffentlichte der Berner Altphilologe Johannes Zündel im Jahr 1864 einen Beitrag in der Zeitschrift für ägyptische Sprach- und Altertumskunde. Er las den Namen der Mumie als «Sepunisi» und übersetzte ihn als «Sängerin der Isis».
Am 27. Juni 1903 erschien im St. Galler Tagblatt ein Artikel des Ägyptologen Alexander Dedekind. Darin räumte er mit der populären Vorstellung auf, dass die vornehme Dame die Tochter eines Pharaos gewesen sei. Vielmehr habe es sich um die Tochter eines Priesters gehandelt. Ihren Namen übersetzte Dedekind mit «Scheta-en-Isi» («Geheimnis der Isis»), was er kurz darauf in weiteren Tagblatt-Artikeln in «Schap-en-Isi» («Geschenk der Isis») verbesserte.
Den heute anerkannten Namen «Schep-en-ese» prägte 1934 als Erster der Luzerner Hugo Müller, der damals in Berlin Ägyptologie studierte, in einer umfangreichen Arbeit. Bei der Erklärung war er vorsichtiger als seine Vorgänger: «Der Name gibt irgendeine Beziehung zur Göttin Isis an.»

### Pilzbefall
Im Herbst 1993 wurde die Mumie während fünf Wochen in der Ausstellung «Mumien aus Schweizer Museen» im Kulturama in Zürich gezeigt. Experten stellten bei Schepenese einen Pilzbefall fest. Sie konnten nicht ausschliessen, dass es sich um den Schimmelpilz Aspergillus niger handelte, von dem vermutet wurde, dass er hinter den Todesfällen beim «Fluch des Pharao» steht. Nach der Ausstellung wurde sie zur Untersuchung in ein Anthropologisches Forschungsinstitut nach Aesch gebracht. Die Entdeckung löste einen enormen Medienrummel aus. Anfang Februar 1994 gab das Labor der Ciba-Geigy in Basel Entwarnung: Die beiden Pilze waren harmlos. Mit einer Röntgenbestrahlung wurden sie abgetötet. Die Mumie und ihr Glassarg wurden gereinigt und desinfiziert. Am 15. Juni 1994 kehrte sie unter grosser Anteilnahme von Schaulustigen und Journalisten in die Stiftsbibliothek zurück.
Ende 2012 erhielt die Stiftsbibliothek vier unbeschriftete Schachteln aus Aesch, welche sich im Fundus des inzwischen pensionierten Institutsleiters befunden haben. Darin befanden sich vier in Leinen gewickelte handgrosse Päckchen, deren Existenz bisher nicht bekannt war. Beschriftet waren sie mit «auf der Scham», «auf den Oberschenkeln», «auf den Knien» und «Fuss». Die chemische Untersuchung eines der Päckchen durch die Zürcher Hochschule für Angewandte Wissenschaften ergab menschliches Gewebe, vermutlich innere Organe, Verunreinigung durch Sand, Mumifizierung durch Kochsalz und eine hohe Konzentration von Molybdän, das in Bitumen vorkommt. Die Ägyptologin Renate Siegmann schloss daraus, dass Schepenese, wie in der Spätzeit üblich, mit den inneren Organen auf Unterleib und Beine gelegt bestattet worden ist.

### Im Banne Ägyptens
Für die Sonderausstellung «Im Banne Ägyptens» wurde Schepenese 2010/11 an das Historische und Völkerkundemuseum St. Gallen ausgeliehen. Sie bildete auch in diesem Museum einen Anziehungspunkt, weshalb die Museumsleitung sie gerne als Dauerleihgabe behalten hätte. Bei der Neugestaltung seines Ägyptensaales versuchte das Museum 2016, die Mumie der Schepenese, im Gegenzug für einige Exemplare der Sakralkunst, in seine Sammlung zu übernehmen. Stiftsbibliothekar Cornel Dora lehnte das Ansinnen ab. Er argumentierte, dass die Mumie ein «zentrales Dokument der Bibliotheksgeschichte» sei. Die Sammlungstätigkeit der Bibliotheken reiche in die Barockzeit zurück, als es noch keine Museen gegeben habe.

### Forensische Gesichtsrekonstruktion
Im Januar 2022 publizierte ein internationales Team unter Leitung des Schweizer Ägyptologen Michael E. Habicht eine forensische Gesichtsrekonstruktion der Schepenese. Für das Projekt konnte der brasilianische 3D-Designer Cicero Moraes gewonnen werden.

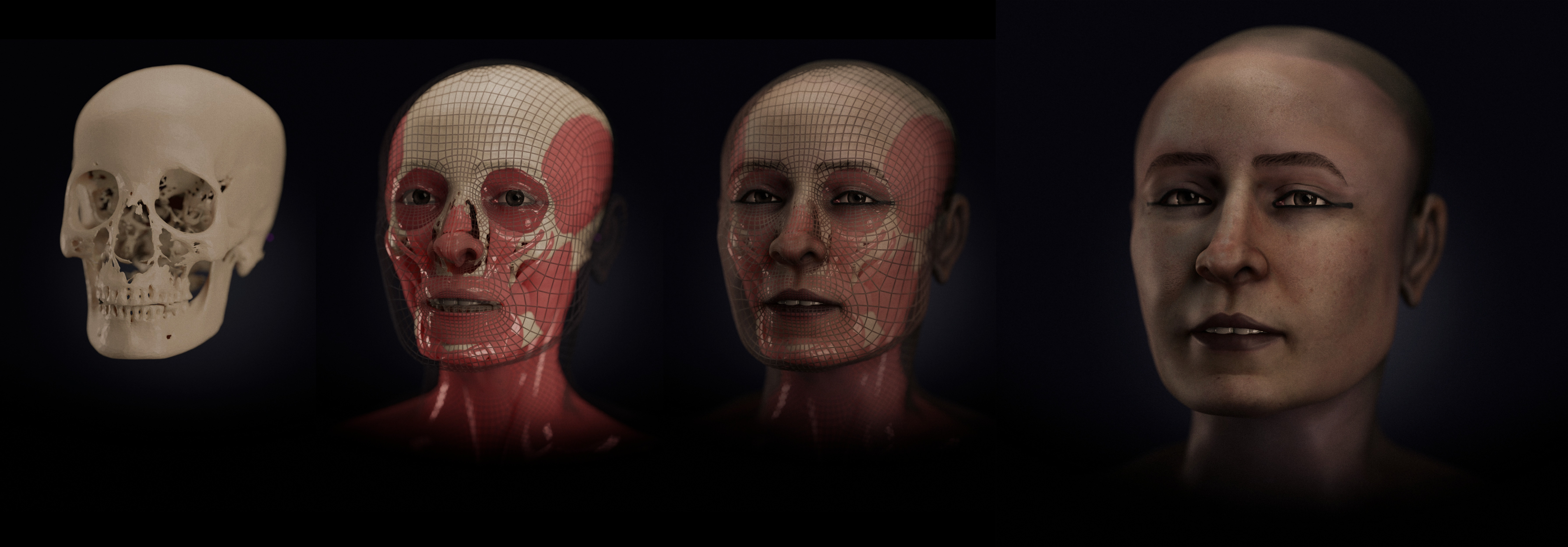
Stufen der forensischen Rekonstruktion der Schepenese

Die Rekonstruktion konzentriert sich ausschliesslich auf das forensisch rekonstruierte Aussehen und den anatomischen Befund. Zunächst wurde das Knochenmaterial aus den radiologischen Daten herausgeschält, danach die Weichteile rekonstruiert. Die Hautdicke wurde aufgrund des Schrumpfungsfaktors rückprojiziert. Das mumifizierte Ohr und die vollständig erhaltenen Zähne konnten recht genau rekonstruiert werden, während die fehlende Nase aus der Form der Nasenknochen nachgebildet wurde. Aufgrund der ägyptischen Abstammung wurden braune Augen und eine etwas olive Hautfarbe angenommen. Schmuck, Kleidung und Perücken sind nicht vorhanden, da diese Annahmen hypothetisch sind. Hingegen trägt die rekonstruierte Schepenese Kajal unterhalb der Augen.

### Restitutionsdebatte
Das vom Theatermacher Milo Rau angeführte Komitee «St. Galler Erklärung für Schepenese» forderte im November 2022 ein Ende der Zurschaustellung der Schepenese in St. Gallen und ihre Rückführung nach Ägypten. Die Erklärung wurde von rund 100 Personen erstunterzeichnet, darunter Adolf Muschg, Sibylle Berg und Bénédicte Savoy. Rau widmete ein ihm von der St. Gallischen Kulturstiftung verliehenes Preisgeld für diese politische Aktion um und zog mit einem altägyptischen Totenschiff auf einem Heuwagen durch die Stadt. In einer Interpellation des SP-Stadtparlamentariers Peter Olibet wurde der Stadtrat aufgefordert, Stellung zu beziehen. Er fand, dass das Festhalten an einem fragwürdigen Besitzanspruch zu einem Reputationsschaden für die Stadt St. Gallen führe und forderte sie als Geldgeberin auf, auf eine Änderung der Ausstellungspraxis hinzuwirken.
Stiftsbibliothekar Cornel Dora wies die Erklärung als unsachlich ab. Seine Institution reagierte mit einer mehrseitigen Informationsschrift auf die Kunstaktion. Die Umstände der Grabentnahme seien nicht bekannt, so dass ein Grabraub nicht bewiesen werden könne. Dora könnte sich vorstellen, eine wissenschaftliche Tagung über die Mumie durchzuführen. In Kairo tätige Ägyptologen wie Salima Ikram oder Cornelius von Pilgrim äusserten in einem Zeitungsartikel Bedenken hinsichtlich einer Rückführung. Schepenese sei in Ägypten eine von tausenden Mumien, während sie in der Schweiz eine Zeitzeugin der Ägyptomanie sei. Andererseits fand Tarek Tawfik vom Internationalen Ägyptologen-Verband im gleichen Artikel, dass «menschliche Objekte wenn möglich nach Ägypten zurückgeführt werden sollten.» Man würde im Land einen guten Platz für Schepenese finden.
Der deutsche Ägyptologe Jan Assmann kritisierte die Art und Weise, wie die Mumie zur Schau gestellt wird. Ohne umfassenden Kontext, ohne ihre Hüllen und im allgemeinen Bibliotheksraum würde ein unwürdiger Effekt erzeugt. Er sprach sich aber dafür aus, dass Schepenese in St. Gallen bleiben solle. Die Ausstellung selber sei vermutlich mit dem Willen der Toten vereinbar, da es in Ägypten hiess: Ein Mensch lebt, wenn sein Name genannt wird. Um für mehr Pietät zu sorgen, solle sie jedoch fachkundig in ihre Hüllen und ihren Sarg zurückgeführt werden, in einem eigens reservierten Raum ausgestellt werden und eine Schrifttafel müsse über ihre Person und den Kontext informieren.
Im Juni 2023 entschied der Administrationsrat des Katholischen Konfessionsteils, dass es keine Rückführung geben soll. Der Fall beschäftigte 2024 das Bundesparlament, als es über die Kompetenzen einer Kommission für Provenienzforschung debattierte. Der St. Galler Ständerat Benedikt Würth verlangte, dass für die Anrufung der Kommission das Einverständnis der Eigentümer vorliegen müsse und keine einseitigen Gesuche gestellt werden sollten. Dieser Meinung schloss sich die Mehrheit des Ständerats an.

## Fussnoten
1. 1 2  Schätze der Stiftsbibliothek. Auf: stadt.sg.ch, abgerufen am 4. Oktober 2018.
2. ↑  Michèle Vaterlaus: Mumie Schepenese ist eine Frau. Auf: 20min.ch vom 4. Juli 2010, abgerufen am 4. Oktober 2018.
3. 1 2  Stiftsbibliothek St. Gallen. Auf: niletimes.ch, abgerufen am 4. Oktober 2018.
4. ↑  M. Habicht et al.: Die forensische Gesichtsrekonstruktion der Schepenese. Berlin 2022, S. 35–37.
5. ↑  Renate Siegmann: Die Mumie und die Särge der Schepenese. In: P. Müller, R. Siegmann: Die ägyptische Mumie der Stiftsbibliothek St. Gallen. St. Gallen 1998, S. 55 ff.
6. ↑  Peter Müller: Die Mumie im barocken Bibliothekssaal. In: P. Müller, R. Siegmann: Die ägyptische Mumie der Stiftsbibliothek St. Gallen. St. Gallen 1998, S. 11/12.
7. ↑  Peter Müller: Die Mumie im barocken Bibliothekssaal. In: P. Müller, R. Siegmann: Die ägyptische Mumie der Stiftsbibliothek St. Gallen. St. Gallen 1998, S. 13–15.
8. 1 2  Peter Müller: Die Mumie im barocken Bibliothekssaal. In: P. Müller, R. Siegmann: Die ägyptische Mumie der Stiftsbibliothek St. Gallen. St. Gallen 1998, S. 16/17.
9. ↑  R. Siegmann: Schepeneses Geheimnis: Die Mumie der Stiftsbibliothek St. Gallen. In: Antike Welt. Nr. 1, 2014, S. 57/58.
10. ↑  Michele Kalberer: Alle wollen Schepenese.  In: St. Galler Tagblatt. 3. März 2011, abgerufen am 4. Oktober 2018.
11. ↑  Schepenese – mehr als Mumie.  In: St. Galler Tagblatt. 1. März 2016, abgerufen am 4. Oktober 2018.
12. ↑  Bruno Knellwolf: Die berühmteste Mumie lächelt wieder, Watson, 27. Januar 2022, abgerufen am 19. Mai 2023.
13. ↑  M. Habicht et al.: Die forensische Gesichtsrekonstruktion der Schepenese. Berlin 2022, S. 43–70.
14. ↑  St. Galler Erklärung für Schepenese. Auf: augustinpr.de; abgerufen am 19. Mai 2023.
15. 1 2  Susanna Petrin: Kopfschütteln in Ägypten über die Rückführungsidee von Milo Rau. In: St. Galler Tagblatt. 16. November 2022, abgerufen am 19. Mai 2023.
16. ↑  Andreas Kläui: Milo Rau spendet seinen Preis an die Mumie Schepenese. Auf: srf.ch 17. November 2022, abgerufen am 19. Mai 2023.
17. 1 2  St. Gallen: Zurschaustellung von Schepenese in der Kritik. Auf: nau.ch. 29. November 2022, abgerufen am 19. Mai 2023.
18. ↑  Schepenese: Informationen der Stiftsbibliothek St. Gallen zur Kunstaktion von Milo Rau, 17. November 2022. Auf: stiftsbezirk.ch; abgerufen am 31. Mai 2023.
19. ↑  Raphael Rauch: «Ich bin ziemlich entsetzt»: Star-Ägyptologe Jan Assmann kritisiert St. Gallen wegen Schepenese. Auf: kath.ch 3. Dezember 2022, abgerufen am 30. Mai 2023.
20. ↑  Mumie «Schepenese» bleibt in der St. Galler Stiftsbibliothek. Auf: srf.ch 20. Juni 2023, abgerufen am 12. Juni 2024.
21. ↑  Adrian Vögele: Soll Schepenese zurück nach Ägypten? Wie die St.Galler Mumie in der Ständeratsdebatte über die Rückgabe von heiklem Kulturgut auftauchte. Auf:  tagblatt.ch, 4. Juni 2024. Abgerufen am 12. Juni 2024.
22. ↑  Ständerat sagt Ja zu neuer Kommission für Provenienzforschung. Auf: parlament.ch 4. Juni 2024, abgerufen am 12. Juni 2024.

| Personendaten    | Personendaten                         |
| ---------------- | ------------------------------------- |
| NAME             | Schepenese                            |
| KURZBESCHREIBUNG | Weibliche Mumie aus dem Alten Ägypten |
| GEBURTSDATUM     | 7. Jahrhundert v. Chr.                |
| STERBEDATUM      | 7. Jahrhundert v. Chr.                |